# 다하라번
다하라 번(일본어: 田原藩 타하라한[*])은 에도 시대의 번으로서 미카와국 다하라(지금의 아이치현 동부 아쓰미반도, 다하라시)를 다스린 후다이 다이묘의 영지이다. 번청은 다하라성.